# Thanos
Thanos, Szalony Tytan (ang. Mad Titan) – fikcyjna postać (superzłoczyńca) występująca w licznych seriach komiksowych, wydawanych przez Marvel Comics, oraz adaptacjach bazujących na komiksowych publikacjach. Postać zadebiutowała w 55. numerze komiksu Iron Man w lutym 1973 roku. Jej twórcami byli Mike Friedrich i Jim Starlin.
Pojawił się między innymi w seriach Infinity Gauntlet, Warlock and the Infinity Watch, Infinity Crusade czy Infinity War, gdzie jego głównym celem jest zebranie sześciu „Klejnotów Nieskończoności”, które umieszczone w „Rękawicy Nieskończoności”, uczynią go jeszcze potężniejszym. Historia ta stała się inspiracją dla twórców filmów Filmowego Uniwersum Marvela, gdzie Thanos początkowo pojawiał się w roli cameo w scenach po napisach końcowych.

## Geneza
Tworzenie Thanosa przez Jima Starlina rozpoczęło się w ramach projektu psychologicznego, nad którym pracował podczas nauki w koledżu. Starlin inspirował się Darkseidem, czyli superzłoczyńcą wymyślonym przez Jacka Kirby’ego. Początkowo, gdy artysta opracowywał postać, ta przypominała Metrona.

## Historia

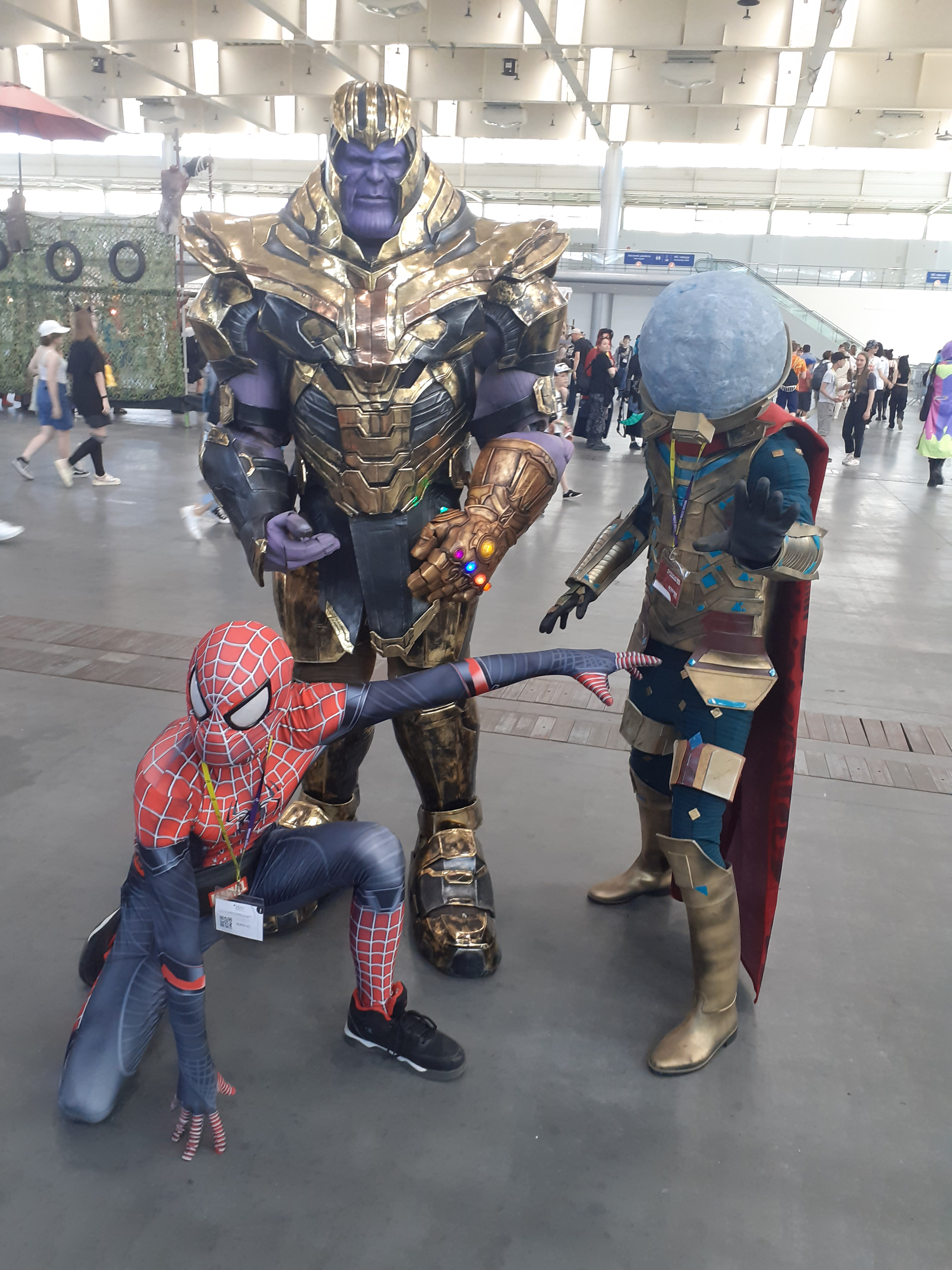
Cosplay Thanosa na Pyrkonie 2022.

Thanos urodził się wśród Przedwiecznych, rasy żyjącej na księżycu Saturna, Tytanie. Jego rodzicami byli Mentor i Sui-San. Z wyglądu nie przypominał innych przedstawicieli swojej rasy, gdyż urodził się z deformacjami ciała. Jego matka próbowała go zabić tuż po porodzie. Z powodu wyglądu miał problemy z rówieśnikami przez których był traktowany jak odmieniec. Miał przez to żal do całego Wszechświata. Zakochał się bez wzajemności w Śmierci, której wielokrotnie próbował zaimponować. W pewnym momencie życia wszedł w konflikt z ojcem, który był przywódcą kolonii na Tytanie, i bratem – Starfoxem. Po nieudanej próbie obalenia ojca, w trakcie której prawie zniszczył swoją planetę, rozpoczął niemal stuletnią podróż po galaktyce. Został kosmicznym piratem, a następnie ogłosił się władcą Tytana. Zaczął starać się wzmocnić swoją moc poprzez manipulacje genetyczne i mistyczną sztukę oraz budował swoją armię. W międzyczasie uratował i adoptował m.in. Gamorę i Moondragon. Później obie wyrzekły się swojego przybranego ojca. Brat Thanosa, Starfox dołączył do Avengersów i walczył z Szalonym Tytanem. Thanos zaczął interesować się Klejnotami Nieskończoności, które umożliwiają omnipotencję oraz omniscencję. Chciał je wykorzystać do zniszczenia Wszechświata i przypodobania się swojej ukochanej. W trakcie pierwszej próby skolekcjonowania kamieni zabił go Adam Warlock. Następnie Thanos zmartwychwstał i sformował Czarny Zakon, czyli grupę kosmitów, do której należą: Black Dwarf, Proxima Midnight, Ebony Maw, Corvus Glaive, Black Swan oraz Supergiant. W trakcie drugiej próby został zdradzony przez Nebulę. Dzięki wierze Warlocka w to, że Thanos może się zmienić, superzłoczyńca porzucił dotychczasowe życie i cele, a następnie dołączył do Wiecznej Straży.
Thanos prowadził także eksperymenty, w trakcie których stworzył rasę zwaną Thanosi. Cechą osobników z tej rasy było to, że łączyły cechy jego i jego wrogów. Pozwoliło mu to studiować słabe punkty u swoich przeciwników. Ponadto skonstruował wiele wynalazków m.in.: generator pola siłowego, który chroni przed pociskami, służące mu roboty, kosmiczny tron umożliwiający teleportację oraz mobilną stację kosmiczną.

## Adaptacje
Thanos pojawił się w wielu filmach z Filmowego Uniwersum Marvela. W Avengers (2012) postać zagrał Damion Poitier, a w Strażnikach Galaktyki (2014), Avengers: Czasie Ultrona (2015) oraz Avengers: Wojnie bez granic (2018) i Avengers: Koniec gry (2019) w złoczyńcę wcielił się Josh Brolin.
Thanos pojawił się także w wielu grach komputerowych, m.in.: w trakcie jednego z wydarzeń w Fortnite, gracz, który znalazł Rękawicę Nieskończoności mógł wcielić się w Szalonego Tytana; był grywalną postacią w dodatku DLC zatytułowanym Marvel’s Avengers: Infinity War Movie Level Pack do gry Lego Marvel Super Heroes 2, gdzie próbuje on pokonać mieszkańców Atillan i dotrzeć do tronu Black Bolta; jest jednym z przeciwników Strażników Galaktyki w Guardians of the Galaxy: The Telltale Series.